# Erezione
L'erezione è un processo fisiologico che, a seguito dell'interazione di reazioni psicologiche, neurologiche, vascolari e ormonali, provoca l'inturgidimento e l'aumento di dimensioni del pene nel maschio, del clitoride nella femmina, o del capezzolo in entrambi.

## Erezione del pene

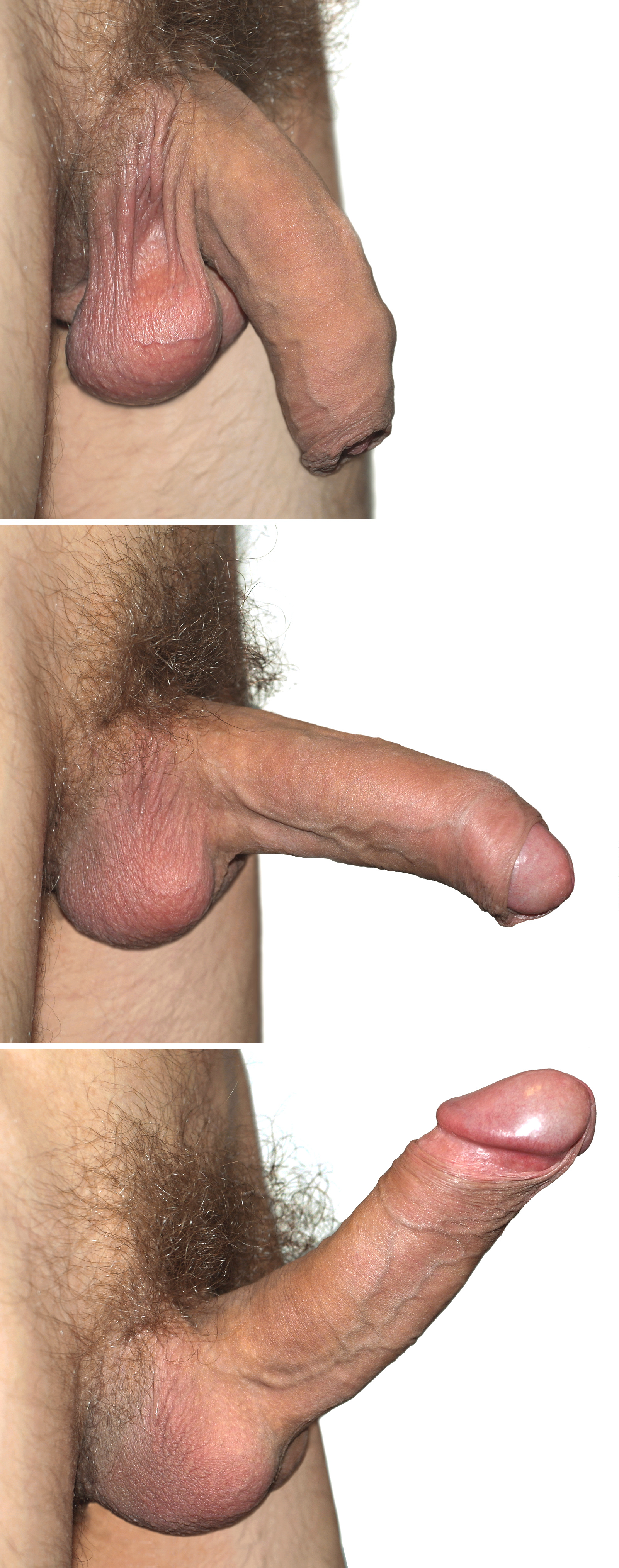
Pene in stato flaccido ed eretto

Si tratta di un turgore con indurimento, aumento di volume ed elevazione dell'organo sessuale maschile: il fenomeno dell'erezione consiste nell'aumento di apporto di sangue arterioso ai corpi cavernosi del pene che - per effetto della guaina fibrosa che li avvolge detta albuginea - tendono progressivamente a inturgidirsi comprimendo le vene e riducendo così il deflusso di sangue, causando quindi gli effetti sopra citati.
Essa avviene comunemente:
- durante la prima delle quattro fasi di un rapporto sessuale, descritte da Masters e Johnson nei loro approfonditi studi sulla fisiologia sessuale umana, ossia la cosiddetta fase di eccitazione; in questo caso il fenomeno dell'erezione è propedeutico all'atto della penetrazione vaginale, attraverso il quale l'uomo deposita il proprio seme all'interno della vagina della donna, al fine di riprodursi;
- durante il sonno o al risveglio da esso (fenomeno naturale che prende il nome di tumescenza peniena notturna).

L'erezione, inoltre, può essere totale o parziale (in questo caso non si parla di "erezione" in senso stretto, bensì di semplice irrigidimento o indurimento del pene), a seconda della portata del flusso sanguigno che affluisce nel pene medesimo. Quest'ultima, a sua volta, può dipendere da vari fattori come il livello di eccitazione dell'uomo o la sua età. Anche l'ampiezza dell'angolo di massima elevazione del pene dipende da fattori anatomici variabili da persona a persona.
Generalmente, in soggetti non circoncisi, durante l'erezione avviene la fuoriuscita del glande. Questo dipende nello specifico da due fattori. In primis, con l'erezione aumenta la lunghezza del pene mentre, al contrario, non cambia l'estensione del prepuzio che perciò, grazie anche alla trazione esercitata dal frenulo, tende infine a lasciare esposto il glande. Inoltre, va ricordato che il glande, a causa dell'afflusso di sangue, oltre ad assumere una tipica colorazione intensa rosso-violacea, aumenta notevolmente di volume.
Tuttavia, poiché il prepuzio maschile ha lunghezza molto variabile e, soprattutto, può essere più o meno elastico, ciò non è sempre così: in presenza ad esempio di un prepuzio eccessivamente lungo e poco elastico, quando il pene è eretto, il glande potrebbe non scoprirsi completamente o del tutto da solo e dovrà essere esposto manualmente. In ogni caso, è importante che il prepuzio possa essere sempre ritratto senza difficoltà al di sotto della corona del glande.
L'erezione è poi soggetta a patologie che ne condizionano la durata e la qualità. Tra di esse si ricordano il priapismo, ovvero un'erezione prolungata, persistente e dolorosa non connessa a eccitazione o desiderio sessuale, e le patologie note con il termine di disfunzione erettile che determinano la mancanza, o la riduzione di durata o intensità dell'erezione; le cause possono essere sia di natura fisica sia di natura psicologica. In entrambi i casi la medicina ha raggiunto notevoli traguardi e la disfunzione erettile è spesso risolvibile.

### Fisiologia dell'erezione del pene
Il sistema nervoso parasimpatico determina un rilascio delle cellule monocitiche lisce dei vasi arteriosi (arterie elicine), espandendo lo spazio (le trabecole) di alcuni corpi cavernosi e, in particolare, del glande. L'ingresso di sangue aumenta di 40 volte rispetto alle condizioni normali. Le venule vengono così compresse dal sangue contro una parete duro-elastica (tonaca albuginea) che avvolge tutta la struttura del pene e ha spessore sufficiente per resistere alla dilatazione senza fuoriuscita di sangue venoso. La tonaca a sua volta comprime le vene bloccando il ritorno venoso di sangue. Quindi, le cellule rilassano i vasi arteriosi che si riempiono e comprimono il mantello penico che chiude i vasi venosi e mantiene la rigidità del membro virile.
Meccanismo opposto si verifica nel ritorno alla fase detta "flaccida" del pene. Questa è attivata dal sistema nervoso simpatico con contrazione della muscolatura liscia del pene, una riduzione del flusso di sangue arterioso, e la decompressione delle vene poste sotto l'albuginea, con il ritorno al libero deflusso del sangue venoso.
L'ossido nitrico è necessario per l'avvio dell'erezione e della risposta vaginale, ed è rilasciato attraverso il neurotrasmettitore NO-sintasi (nNOS) prodotto nei tessuti nervosi del pene. Ricercatori coordinati dalla Johns Hopkins University School of Medicine hanno rivelato l'intera catena biochimica che presiede il processo di erezione e scoperto che l'ossido nitrico è il mediatore più importante, coinvolto nell'intero processo erettile tramite la fosforilazione del nNOS che è bloccata dai PKA inibitori, e non nella sola fase di avvio dell'afflusso di sangue al pene come ritenuto negli ultimi 20 anni.

## Erezione del clitoride

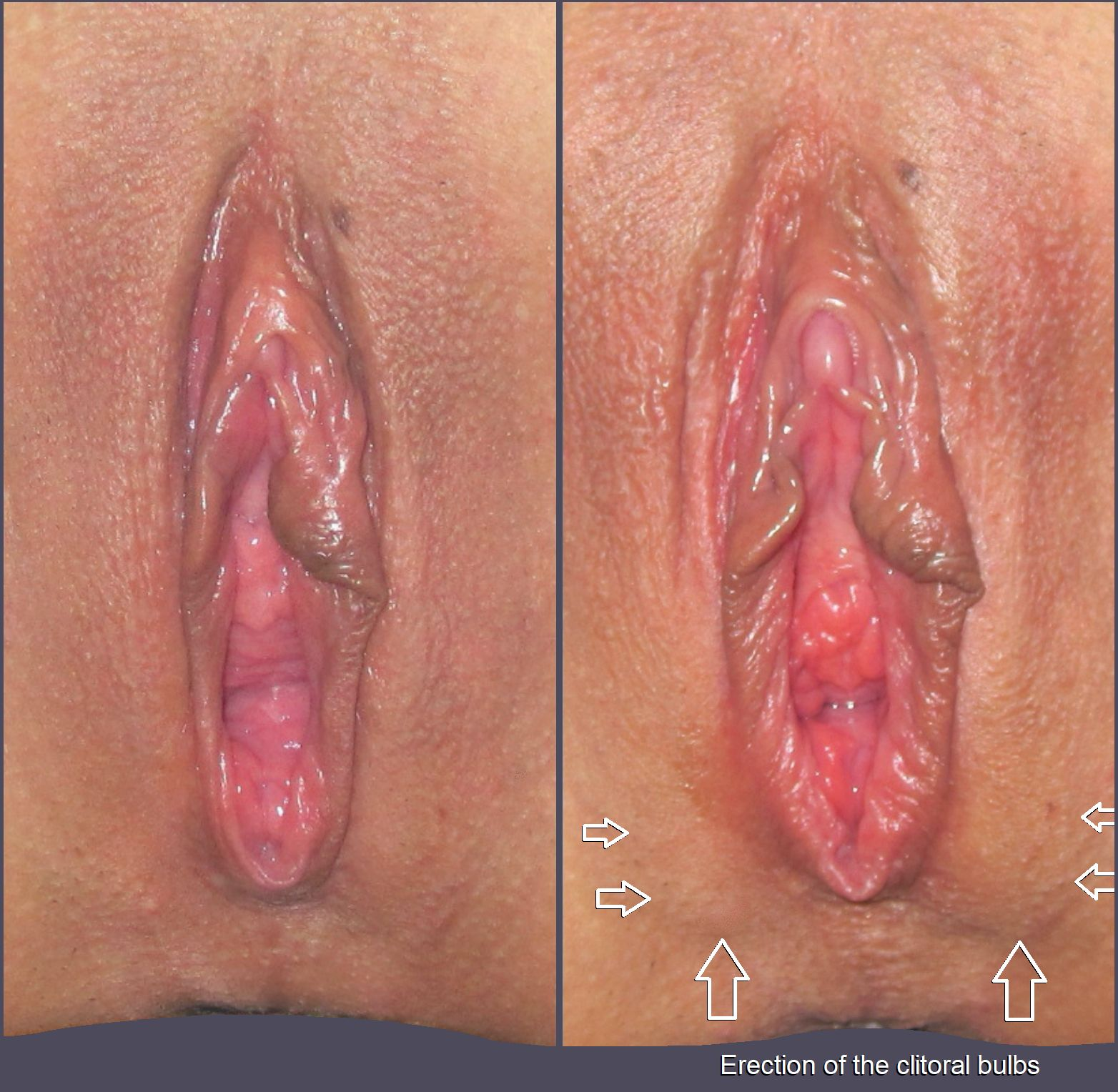
Clitoride prima (a sinistra) e dopo (a destra) l'erezione. Si notino la colorazione intensa e l'aumento di turgore del clitoride in erezione nonché la sua fuoriuscita dal relativo prepuzio e il rigonfiamento dei bulbi clitoridei.

L'erezione clitoridea è un fenomeno per molti versi simile a quello legato al pene maschile, e dunque conseguente all'eccitazione sessuale nella donna. L'anatomia del clitoride, sia pure in scala ridotta, è simile a quella del pene maschile, sicché l'aumento di dimensioni del clitoride e la sua erezione, che ne provoca l'esposizione al di fuori del piccolo cappuccio di pelle che lo ricopre, consegue all'aumentato afflusso di sangue all'interno dello stesso. È tuttavia maggiormente difficile osservare l'erezione del clitoride, perché la maggior parte di esso si trova in realtà all'interno del corpo della donna; ciò che resta visibile è soltanto l'estremità del clitoride, il quale, più che allungarsi, diventa maggiormente turgido e sensibile.

## Erezione del capezzolo

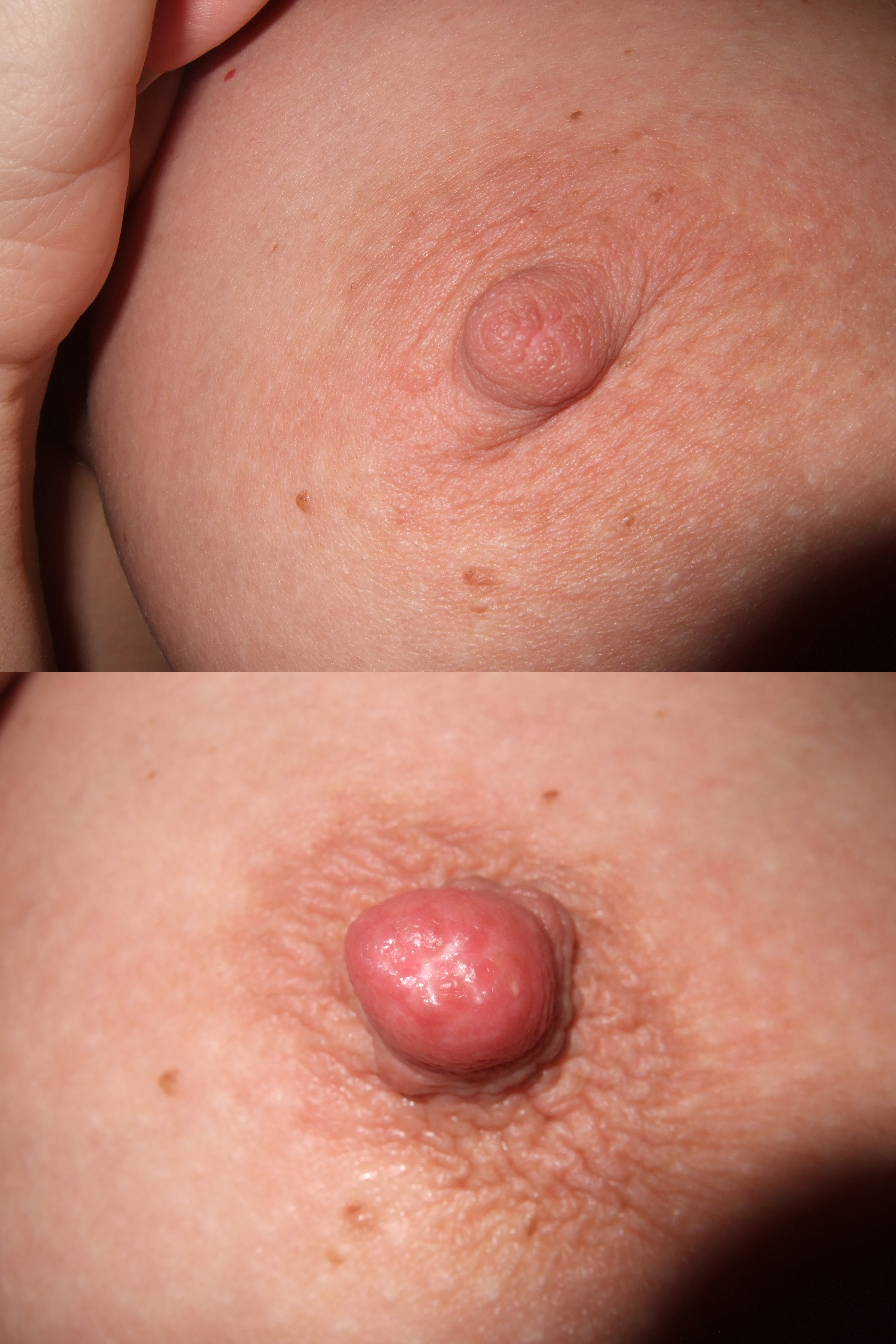
Capezzolo femminile prima (in alto) e dopo (in basso) l'erezione. Si notino la colorazione intensa e l'aumento di turgore del capezzolo in erezione nonché la contrazione dell'areola.

Sotto l'influsso di stimoli diretti o riflessi, il capezzolo va in erezione allungandosi e aumentando di consistenza; questo fenomeno, denominato telotismo, è dovuto alla presenza di fibrocellule muscolari lisce analoghe a quelle del muscolo areolare.
L'erezione del capezzolo, a differenza dell'erezione peniena e clitoridea, non è dovuta dunque ad una congestione di origine vascolare, bensì ad una tensione muscolare.
Essa dipende generalmente da fattori diversi, eventualmente combinati fra loro:
- Stimolazione diretta (sfregamento) del capezzolo: avviene, ad esempio, nella donna durante l'allattamento. Il bambino, infatti, sfiorando con le labbra il capezzolo subito prima della poppata, stimola nel corpo della donna la produzione di ossitocina. Questa, a sua volta, stimola le cellule dei dotti lattiferi della mammella, provocando dunque l'estensione del capezzolo e facilitando la nutrizione del lattante. Nelle donne, inoltre, durante la sollecitazione diretta dei capezzoli, viene attivata la corteccia somatosensoriale primaria[3], cioè la stessa regione interessata dalla stimolazione della vagina e del clitoride, generando quindi, in alcuni individui, un aumento del livello di eccitazione sessuale. La stimolazione diretta dei capezzoli può provocare, anche negli uomini, la loro erezione, nonché un aumento del livello di eccitazione sessuale, al pari delle donne. Sia nell'uomo che nella donna, dunque, i capezzoli rappresentano una zona erogena; pertanto, una loro prolungata e intensa stimolazione durante l'attività sessuale può portare ad un aumento dell'eccitazione e, in alcuni casi, all'orgasmo (nipplegasm)[3].
- Escursioni termiche: un calo della temperatura dell'ambiente circostante può causare un'erezione dei capezzoli, sia nell'uomo che nella donna.
- Altri stati particolari come l'eccitazione sessuale, il piacere sessuale o forti emozioni possono indurre i capezzoli ad erigersi, sia negli uomini che nelle donne.